# Drapelele Africii
Aceasta este o galerie de drapele internaționale și naționale folosite pe continentul african.

## Drapele internaționale

Drapelul Comunităţii Africii RăsăriteneDrapelul Comunităţii Africii Răsăritene
Drapelul OPEC

## Africa Răsăriteană

Drapelul Teritoriilor Britanice din Oceanul Indian (Regatul Unit)
Drapelul Burundiului
Drapelul Insulelor Comore
Drapelul Djiboutiului
Drapelul Eritreei
Drapelul Etiopiei
Drapelul Kenyei
Drapelul Madagascarului
Drapelul Malawiului
Drapelul Mauriţiusului
Drapelul Mozambicului
Drapelul Reunion
Drapelul Rwandei
Drapelul Republicii Seychelles
Drapelul Somaliei
Drapelul Tanzaniei
Drapelul Ugandei
Drapelul Zambiei
Drapelul Zimbabweului

## Africa Centrală

Drapelul Angolei
Drapelul Camerunului
Drapelul Republicii Centrafricane
Drapelul Ciadului
Drapelul Republicii Democratice a Congoului
Drapelul Republicii Congo
Drapelul Guineei Ecuatoriale
Drapelul Gabonului
Drapelul Sao Tomeului şi Principe

## Africa Nordică

Drapelul Algeriei
Drapelul Insulelor Canare (Spania)
Drapelul Egiptului
Drapelul Libiei
Drapelul Melillei (Spania)
Drapelul Marocului
Drapelul Sudanului
Drapelul Tunisiei
Drapelul Saharei de Vest

## Africa Sudică

Drapelul Botswanei
Drapelul Lesothoului
Drapelul Namibiei
Drapelul Africii de Sud
Drapelul Swazilandului

## Africa Occidentală

Drapelul Beninului
Drapelul Burkinei Faso
Drapelul Capului Verde
Drapelul Coastei de Fildeş
Drapelul Gambiei
Drapelul Ghanei
Drapelul Guineei
Drapelul Guineei-Bissau
Drapelul Liberiei
Drapelul Maliului
Drapelul Mauritaniei
Drapelul Nigerului
Drapelul Nigeriei
Drapelul Sfintei Elena (Regatul Unit)
Drapelul Senegalului
Drapelul Sierrei Leone
Drapelul Republicii Togoleze